# San Carlos, Tapachula
San Carlos är en ort i Mexiko.   Den ligger i kommunen Tapachula och delstaten Chiapas, i den sydöstra delen av landet, 900 km sydost om huvudstaden Mexico City. San Carlos ligger 545 meter över havet och antalet invånare är 145.
Terrängen runt San Carlos är huvudsakligen kuperad, men åt sydost är den platt. Runt San Carlos är det tätbefolkat, med 286 invånare per kvadratkilometer. Närmaste större samhälle är Tapachula, 14,9 km söder om San Carlos. I omgivningarna runt San Carlos växer huvudsakligen savannskog.